# Kononenkove, Sumî
Kononenkove (în ucraineană Кононенкове) este un sat în comuna Kosivșciîna din raionul Sumî, regiunea Sumî, Ucraina.

## Demografie
Componența lingvistică a localității Kononenkove
     Ucraineană (96,88%)
     Rusă (3,13%)
Conform recensământului din 2001, majoritatea populației localității Kononenkove era vorbitoare de ucraineană (96,88%), existând în minoritate și vorbitori de rusă (3,13%).